# Positano

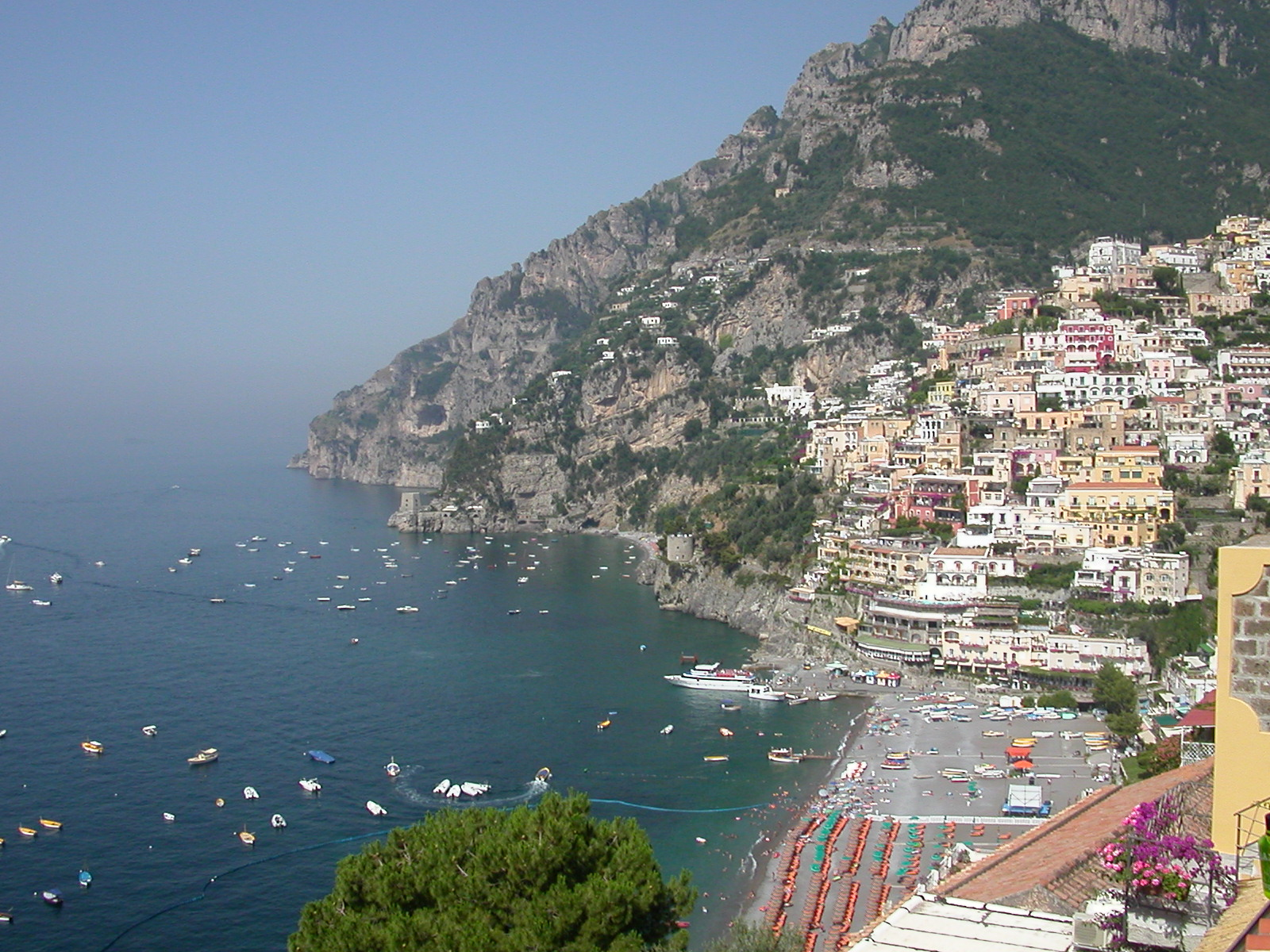

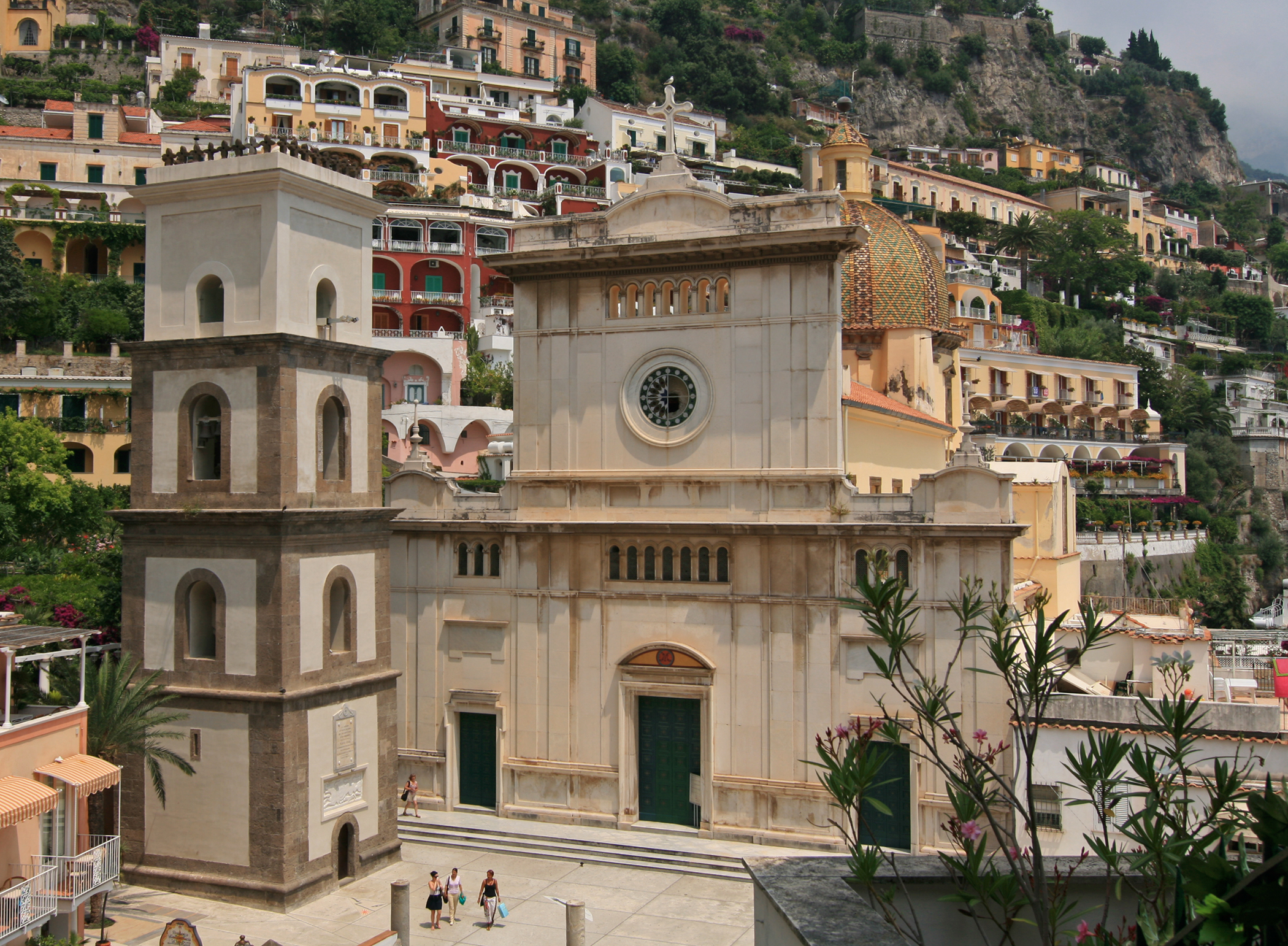
Chiesa Santa Maria Assunta

Positano is een gemeente aan de Amalfikust in de Italiaanse provincie Salerno (regio Campanië) en telt circa 3.950 inwoners. De oppervlakte bedraagt 8,4 km².
Het ligt tussen Sorrento en Amalfi. Dichtbijzijnde grote steden zijn Salerno en Napels.
In de 19de eeuw ontstond er een mode-industrie met het eigen merk Moda Positana met kleurige bloemenmotieven.

## Bezienswaardigheden
- Chiesa Santa Maria Assunta, kerk van Positano uit de 9de eeuw en in de 11de eeuw herbouwd in Romaanse stijl.
- Li Galli. Dit is de naam van de drie eilanden die behoren tot het grondgebied van de gemeente Positano.[2] De drie eilanden van het archipel heten: Gallo Lungo, La Rotonda en Dei Briganti a Nord della Rotonda. De eilanden Li Galli waren in de Griekse Oudheid bekend als woonplaats voor Sirenes. Sirenes leidden de bootslui af met hun gezang. In twee Griekse sagen kon de held de sirenezang ontkomen: Odysseus liet zich vastbinden aan de mast van het schip en Orfeus speelde op zijn lier om de sirenenzang te overstemmen.[3]
- het wandelpad der goden in het bergdorp Nocello

## Demografie
Positano telt ongeveer 1437 huishoudens. Het aantal inwoners steeg in de periode 1991-2001 met 6,7% volgens cijfers uit de tienjaarlijkse volkstellingen van ISTAT.
| Jaar | Inwoneraantal |
| ---- | ------------- |
| 1991 | 3638          |
| 2001 | 3882          |

## Geografie
Positano grenst aan de volgende gemeenten: Agerola (NA), Pimonte (NA), Praiano, Vico Equense (NA).

## Verkeer en vervoer
Positano is bereikbaar via de A3 en de SS 163. De dichtstbijzijnde luchthaven is de Luchthaven Napels of de luchthaven Salerno Costa d'Amalfi in Salerno.
Er zijn excursies per boot naar Capri en een tocht langs de Amalfikust mogelijk.

## Wilhelm Kempff
De pianist Wilhelm Kempff liet in 1954 een villa bouwen - Casa Orfeo - in Positano. Hier bracht hij niet alleen een deel van zijn tijd door, de villa was bovendien bedoeld voor het geven van masterclasses Beethoven, die hij vanaf 1957 jaarlijks gaf aan een selectie van jonge getalenteerde pianisten. Tot 1982 verzorgde Kempff zelf de masterclasses. Nadien werden de masterclasses gegeven door Kempffs leerlingen Gerhard Oppitz (tot 1995) en John O'Connor (sinds 1997). De villa, en de organisatie van de masterclasses in Positano, liet Kempff na aan de Wilhelm-Kempff-Kulturstiftung.

## Externe links

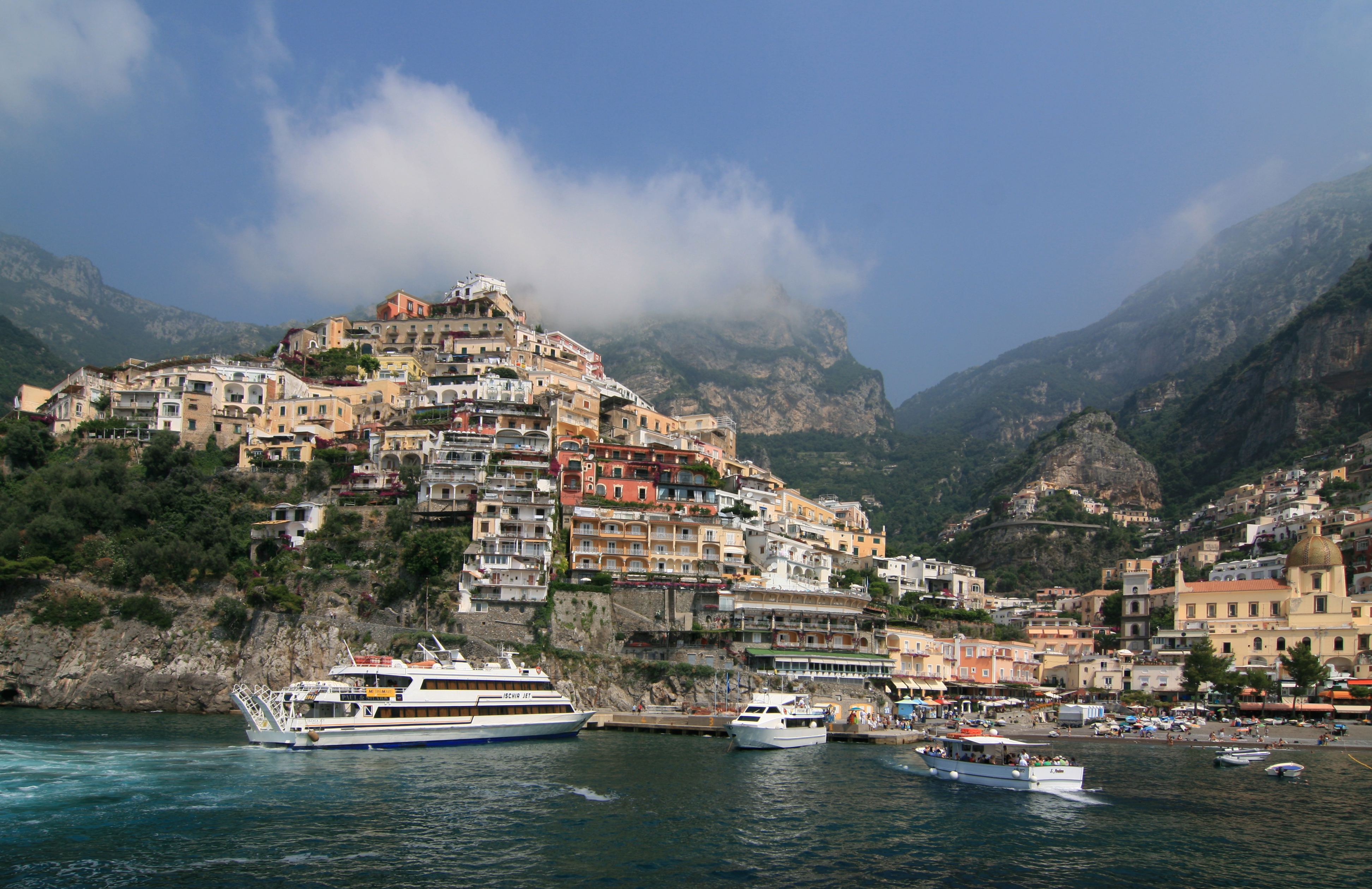
Panorama Positano